# La Chapelle-Gonaguet
La Chapelle-Gonaguet – miejscowość i gmina we Francji, w regionie Nowa Akwitania, w departamencie Dordogne.
Według danych na rok 1990 gminę zamieszkiwały 703 osoby, a gęstość zaludnienia wynosiła 37 osób/km² (wśród 2290 gmin Akwitanii La Chapelle-Gonaguet plasuje się na 576. miejscu pod względem liczby ludności, natomiast pod względem powierzchni na miejscu 573.).